# LaC TV
LaC TV é uma emissora televisiva privada da Calábria.

## História
A emissora nasceu em 1987 em Vibo Valentia com o nome de Rete Kalabria, por conta de Franco Iannuzzi.. Nos anos '80 afiliou-se com Amica 9 - Telestar.
Em 20 de outubro 2014 mudou com o nome de LaC. e em 15 de novembro do mesmo ano virou a primeira emissora da Calábria que transmite em HD.